# クロアチア国営放送
クロアチア国営放送（Hrvatska radiotelevizija、HRT）は、クロアチアに放送地域を構えるテレビ・ラジオ局。

## 歴史

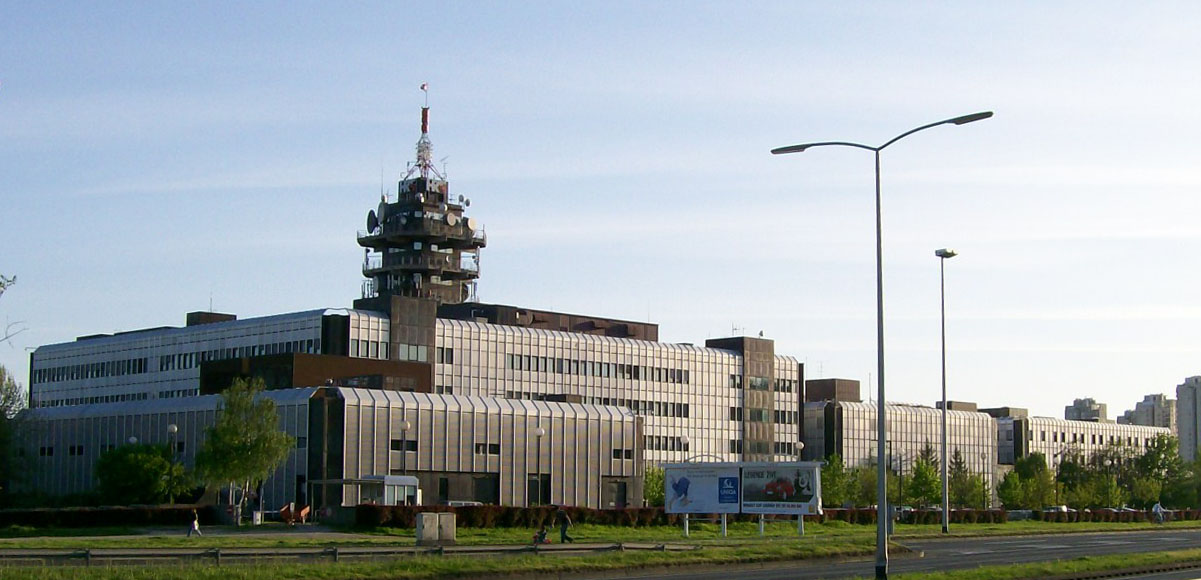
ザグレブにあるHRT本社ビル

- 1926年5月15日 東欧初の民間放送局としてラジオ・クラブ・ザグレブ(Radio klub Zagreb)放送開始。同年6月 ITU国際電気通信連合の正規メンバーとなる。
- 1940年5月1日 クロアチア独立国によりザグレブ放送(Radio Zagreb)として国有化。
- 1943年 クロアチアがユーゴスラビア民主連邦の一部になる。
- 1956年5月15日　南東ヨーロッパ初のテレビ放送開始（Radiotelevizija Zagreb）。
- 1957年5月　スタディオン・マクシミールからサッカー国際試合（イタリアvsユーゴ）生放送（イタリアRAIの再送信）。
- 1958年　連邦構成国の他局と共にユーゴスラビア・ラジオ・テレビジョン（Jugoslavenska radiotelevizija略称JRT）の傘下となった。呼称はRTVザグレブ。
- 1962年　新スタジオ完成。
- 1963年4月8日　外国放送の衛星中継実施。
- 1964年　ラジオ第2・第3放送開局。
- 1966年5月15日　UHF帯でカラー放送実施。
- 1972年　第2テレビ放送開始。
- 1990年　東欧革命の波及により、ユーゴスラビアが民主化。
- 1990年6月　クロアチア共和国議会がクロアチア国営放送(Hrvatska radiotelevizija,略称HRT)への改称を決議。
- 1993年1月1日、欧州放送連合に加盟。[1]。
- 1991年　クロアチア共和国がユーゴスラビア社会主義連邦共和国から独立。クロアチア紛争は1995年まで続き、その間に送信機等の８割が破壊され、営業活動は激減した。
- 1997年9月　デジタル放送試験開始。
- 1997年11月　衛星放送開始。
- 2010年10月5日　アナログ放送を終了し、デジタル化完了。[2]

## チャンネル

### テレビ
- HRT 1
- HRT 2
- HRTプラス
- Slika Hrvatske（国際放送）

### ラジオ
- HR 1
- HR 2
- HR 3
- クロアチアの声（国際放送）